# Monnaie royale française
Cet article court présente un sujet plus développé dans : Monnaie du royaume de France.
Les rois capétiens, ceux qui succèdent aux carolingiens, couvrent la période des monnaies royales françaises, allant de 939 à 1848. Le premier roi capétien à utiliser ces monnaies est Hugues Capet. Les siècles passant, les rois se succèdent. En 1315, de nouveaux ateliers monétaires voient le jour et Louis X désigne 30 seigneurs qui ont l'autorisation de frapper de nouvelles monnaies. François Ier sera le premier roi à indiquer une lettre d'atelier sur sa monnaie, chose qui sera adoptée aussi par les États-Unis sur leurs billets de 1 dollar. Une nouvelle évolution arrive : Henri II est le premier roi a indiquer une date de fabrication sur ses monnaies. Henri III a remplacé le teston (monnaie émise par François Ier) par le franc d'argent. Jusqu'à 1848, on continue à utiliser les francs et les écus.